# Bundesautobahn 980
De Bundesautobahn 980 (kortweg: A980) is een 5 kilometer lange autosnelweg, die loopt vanaf Dreieck Allgäu langs het zuiden van Kempten tot de B12.
Ooit was het plan dat de Vooralpensnelweg (A98) naar Dreieck Allgäu zou lopen. Maar die plannen zijn niet doorgegaan en heeft de autosnelweg A980 als nummer gekregen.